# Hasselberg (Radewege)
Der Hasselberg ist eine 58,8 m ü. NHN hohe, eiszeitlich geprägte Erhebung nahe dem Dorf Radewege in der Gemeinde Beetzsee im Norden des Landkreises Potsdam-Mittelmark in Brandenburg. Über den Osthang verläuft die Gemeindegrenze zu Beetzseeheide. Auf dem Hasselberg wurden mehrere bedeutende prähistorische Urnengräberfelder entdeckt.

## Morphologie
Der Hasselberg entstand während der letzten, der Weichselkaltzeit. Von Nordosten nach Mitteleuropa vordringende Eismassen formten den Höhenzug der Nauener Platte. Teil dieser Hochfläche ist der Hasselberg, den das Inlandseis als Stauchmoränenkomplex aufwarf. Der Hasselberg entstand an der Eisrandlage 2 der Brandenburg-Phase mit der Linie Schwarzer Berg – Hasselberg – Wasenberg – Weinberg – Götzer Berg.

## Gräberfeld

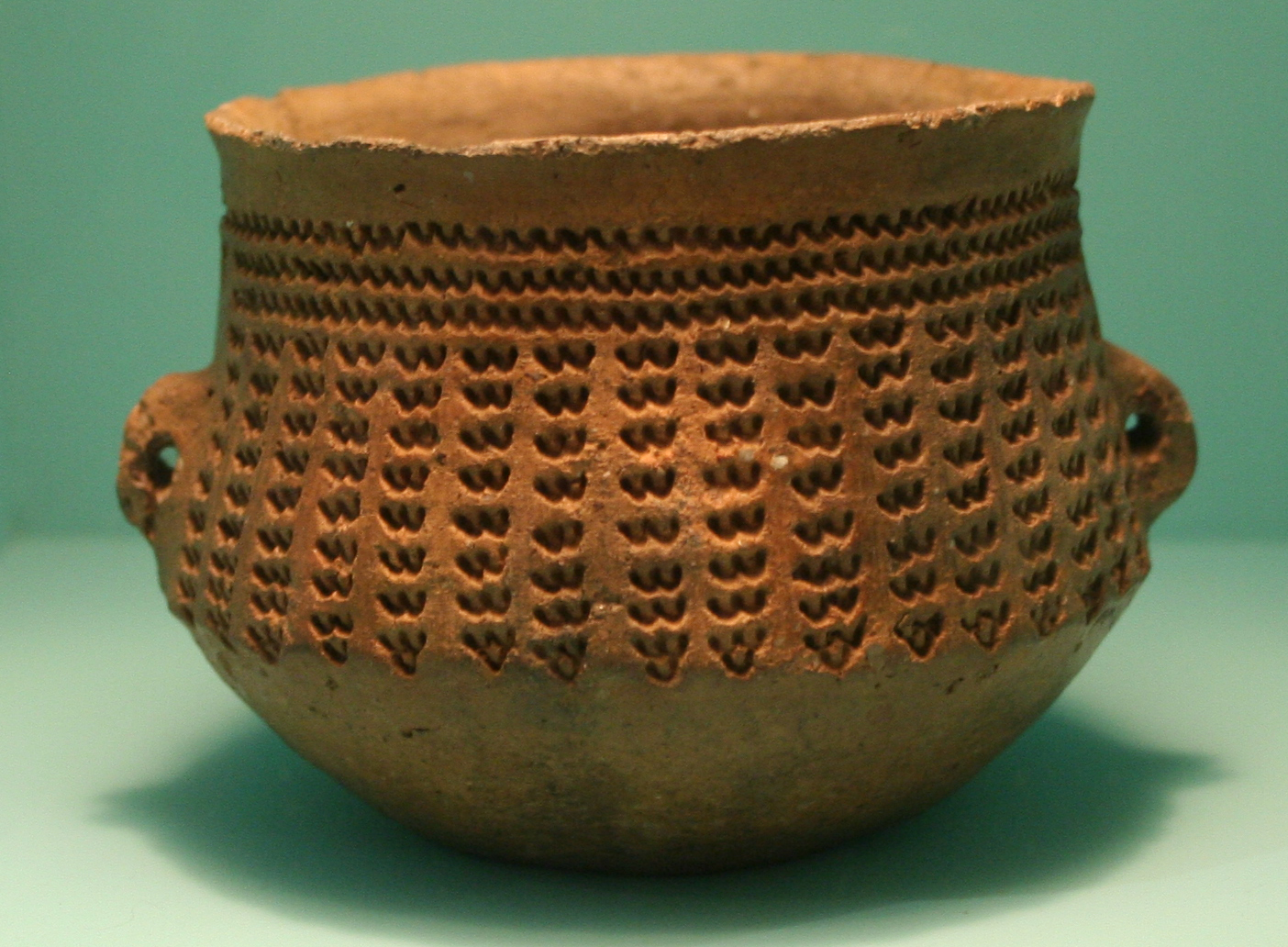
Hängegefäß, Havelländischen Kultur, Museum für Vor- und Frühgeschichte

Der Hasselberg wurde in prähistorischer Zeit als Beerdigungsplatz genutzt. So fand man auf ihm einen der größten Urnengräberfriedhöfe des Elbe-Havelgebietes und der Gegend um die Stadt Brandenburg. Die Funde konnten in die späte römische Kaiserzeit bis zum Beginn der Zeit der Völkerwanderung datiert werden. Zumeist wurden schalenförmige Urnen ohne Beigaben gefunden. Ein Einzelfund war beispielsweise eine Fibel, die der Gegend um Niemberg zuzuschreiben ist und eine Gürtelschnalle. Die gemachten Funde wurden ins 3. bis ins 5. Jahrhundert datiert. Neben diesen Urnengräbern konnten am Hasselberg weitere Gräber aus der Steinzeit gesichert werden, die der Havelländischen Kultur zugeordnet wurden. Die Fundstellen sind als Bodendenkmal ausgewiesen.

## Nutzung
Prähistorisch wurde der Hasselberg als Begräbnisplatz genutzt. In der Neuzeit wurden seine warmtrockenen Lagen eine Zeit lang für den Weinbau genutzt. Seit einer Aufforstung ist der Hasselberg mit einem ausgedehnten Kiefernforst bewachsen. Weiterhin wird er wie der nahe Beetzsee von der Bevölkerung für Erholungszwecke genutzt. So gibt es zwischen Seeufer und Berg einen Campingplatz. Am Südhang befindet sich die Grundschule Radewege „Am Beetzsee“.

## Schutzgebiete
Die hüglige Erhebung des Hasselbergs liegt im Landschaftsschutzgebiet Westhavelland und im Naturpark Westhavelland. Daneben ist er Teil des SPA-Gebietes Mittlere Havelniederung.